# Jane Eyre
Pour les articles homonymes, voir Jane Eyre (homonymie).
Jane Eyre (/d͡ʒeɪn 'ɛːə/) est un roman de la femme de lettres anglaise Charlotte Brontë, publié le 16 octobre 1847 à Londres par Smith, Elder & Co., sous le pseudonyme de Currer Bell. Le récit, à la première personne, se présente comme l'autobiographie de l'héroïne.
Le roman paraît en France, pour la première fois en 1855, dans une traduction tronquée, sous le titre Jane Eyre ou Mémoires d’une gouvernante. Il a été adapté à de nombreuses reprises au cinéma.

## Contexte historique
Jane Eyre est le premier roman publié de Charlotte Brontë, dont le livre précédent, Le Professeur, avait été refusé par sept éditeurs. Charlotte Brontë amorce la rédaction de Jane Eyre en août 1846, et l'achève un an plus tard. Le livre est accepté par la maison d’édition Smith, Elder & Co. et publié en octobre 1847, sous le pseudonyme de Currer Bell. Le succès est immédiat au point de précipiter la parution déjà prévue des romans Les Hauts de Hurlevent et Agnès Grey des sœurs de Charlotte, Emily (alias Ellis Bell) et Anne (alias Acton Bell). En décembre 1847, Jane Eyre fait l'objet d'une seconde édition que Charlotte dédie au romancier William Makepeace Thackeray.

## Histoire et personnages

### Première partie

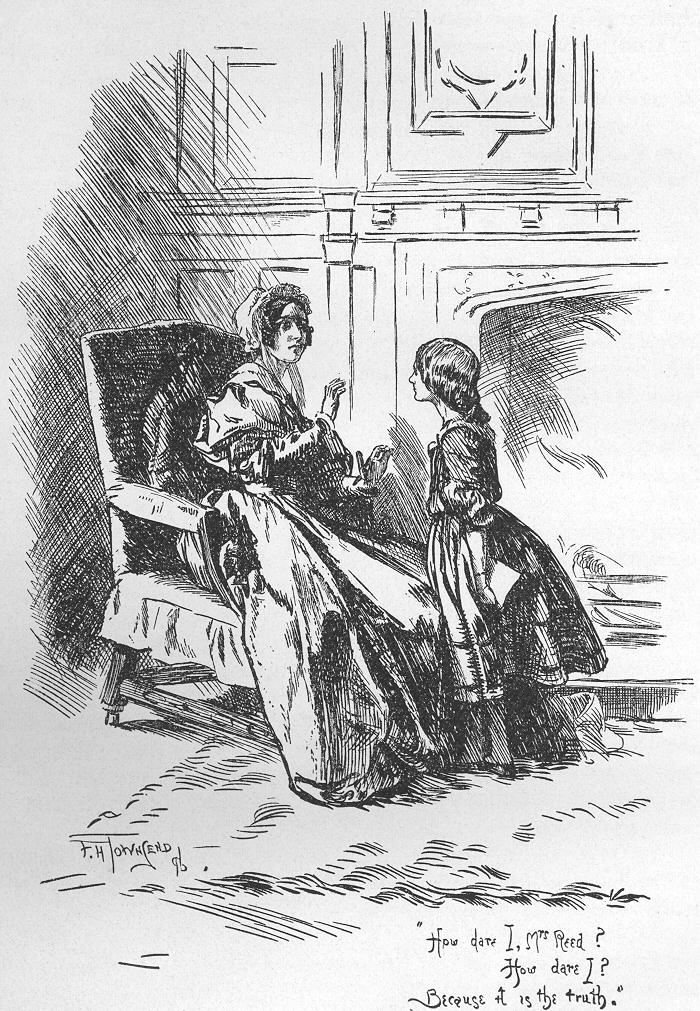
Jane Eyre, disant son fait à sa tante Mrs. Reed, avant que celle-ci ne l'envoie dans le dur pensionnat de Lowood (seconde édition de Jane Eyre, en 1847).

Jane, orpheline, est d'abord recueillie par sa tante, Mrs Reed, tenue par une promesse faite à son mari avant sa mort. Jane Eyre est toutefois élevée en inférieure à ses cousins qui n'hésitent pas à la maltraiter, surtout son cousin John. À la suite d'une forte rébellion contre sa tante, précédée par une punition disproportionnée qui la fait tomber en syncope, Jane Eyre, dix ans, est envoyée en internat à Lowood le quinze janvier. Elle s’y fait une amie sincère, Helen Burns, qui meurt de la tuberculose due aux très mauvaises conditions de l’internat. Ce passage est fortement inspiré de l'expérience de l'autrice : les deux sœurs aînées de Charlotte Brontë, Maria et Elizabeth, sont en effet mortes en bas âge en raison des mauvaises conditions de vie prévalant dans leur école de Cowan Bridge.
Après une épidémie de typhus, les conditions de vie de l'internat changent et celui-ci devient un établissement de qualité. Après huit années passées à Lowood — six en tant qu'étudiante et deux en tant que professeur — Jane veut changer de vie et passe une annonce dans un journal pour trouver un poste de préceptrice. Mme Fairfax lui répond afin qu'elle vienne faire l'éducation d'Adèle, enfant protégée de M. Rochester, 40 ans, riche propriétaire du château de Thornfield-Hall.

### Deuxième partie
Au fil des mois, la jeune gouvernante apprend à connaître son « maître », et l'admiration qu'elle a pour lui se transforme bientôt en amour profond et sincère. Consciente de la différence d'âge et de fortune qui les sépare, elle ne peut réfréner ses sentiments, et cela, même lorsqu'elle pense qu'il va en épouser une autre : la belle et fière Miss Ingram. Cependant, il lui apprend un jour que, malgré son âge et sa situation, c'est à elle qu'il a toujours donné la préférence et qu'il veut l'épouser. Trop heureuse pour croire à son bonheur, Jane est d'abord sceptique, mais convaincue de sa sincérité, elle accepte et les noces se préparent. Le jour du mariage, cependant, Jane apprend devant l'autel le terrible secret de M. Rochester. Marié dans sa jeunesse sous l'influence de son père et de son frère à une femme qui s'avère folle, il ne peut en épouser une autre. Sa première épouse est, en effet, toujours vivante et vit cachée et enfermée dans les combles de Thornfield-Hall.

### Troisième partie
Anéantie, Jane part dans la nuit pour fuir la tentation de devenir la maîtresse de Rochester. Sans argent, elle erre durant trois jours dans une région inconnue avant de trouver refuge, presque mourante, dans la maison de la famille Rivers. Elle y reste un mois et se lie d’amitié avec les deux jeunes Mary et Diana, laissées sans fortune après la mort de leur père. Elle fait aussi la connaissance de leur frère, le pasteur St-John Rivers. À sa demande, il lui trouve un poste d’institutrice dans le village, ce qui lui permet de vivre de façon indépendante. Cependant, après quelques mois, il découvre sa véritable identité (elle se faisait appeler Jane Elliot) et lui apprend que son oncle paternel, installé sur l'île de Madère et qu’elle n’a jamais connu, est mort en lui laissant un riche héritage. Elle apprend également qu'elle a été une enfant très aimée par sa mère et son père, que les Rivers sont en fait ses cousins paternels et que leur oncle maternel (et l'oncle paternel de Jane), les a déshérités en sa faveur après une dispute avec leur père. Elle n’est que trop heureuse de trouver enfin une famille aimante et décide de partager son héritage avec ses cousins.
Vivant dans la maison familiale avec la domestique Hannah, et ses cousines Diana et Mary, elle se lie peu à peu avec son cousin qui exerce sur elle une forte influence. Il a la vocation de devenir missionnaire et lui propose de l’accompagner en Inde et de devenir sa femme. Ce n’est pas l’amour qui guide sa demande mais son sens du devoir religieux et l’estime qu’il a pour le courage et l’intelligence de Jane. Bien que n’éprouvant pour St-John que des sentiments fraternels, elle est sur le point d’accepter. Une nuit, elle entend une voix venant de nulle part qui l'appelle : elle décide soudainement de retourner à Thornfield pour s’enquérir de l'état de M. Rochester dont elle n’a aucune nouvelle malgré plusieurs lettres envoyées à Mrs. Fairfax, l'intendante du manoir.
Elle ne trouve qu'un amas de ruines et apprend par l'aubergiste que la maison a brûlé dans un incendie peu de temps après son départ. C’est la femme aliénée de M. Rochester qui y a mis le feu, comme elle avait déjà tenté de le faire plusieurs fois. Elle est morte en se jetant du toit. M. Rochester, en tentant de sauver sa femme et les autres habitants de la maison, s'est blessé, a perdu la vue et une de ses mains ; il vit maintenant seul avec ses domestiques, John et son épouse Mary, dans un manoir reculé à Ferndean. Jane va immédiatement le rejoindre et l’aime toujours autant malgré son aspect physique encore plus inquiétant. Comme plus rien ne s’oppose à leur union, ils se marient enfin.
Grâce à l’argent de l’héritage, Mary et Diana ont à leur tour trouvé un mari. Jane et M. Rochester vivent un mariage heureux et ce dernier retrouve même en partie la vue (un œil) après deux ans de patience. De cette union, naît un enfant qui a hérité des yeux de son père, grands, brillants et noirs.

### Personnages principaux
- Jane Eyre : protagoniste et personnage principal du roman, auquel elle donne son titre. Orpheline dès son plus jeune âge, elle vit une enfance malheureuse et presque sans amour. À dix-huit ans, elle devient institutrice au château de Thornfield. Tombée amoureuse de son riche propriétaire, Edward Rochester, sa forte conscience morale l'empêche de devenir sa maîtresse et elle ne revient vers lui que lorsque son épouse aliénée meurt et après être entrée en possession d'un héritage.

#### L'enfance de Jane
- Mr. Reed : oncle maternel de Jane qui a choisi de l'adopter à la mort de ses parents (la mère de Jane est la sœur cadette de Mr Reed). Avant de mourir lui-même, il fait promettre à sa femme de prendre soin de Jane. Ces événements se déroulent avant le début du roman et sont relatés par Jane lorsqu'elle est punie dans la Chambre Rouge.
- Mrs. Sarah Reed : tante par alliance de Jane et contrainte de l'élever après la promesse faite à son époux. Elle la maltraite et la néglige, et lui conserve son inimitié jusqu'à sa mort. Elle est très froide et n'a aucune affection pour Jane.
- John Reed : fils de Mr. et Mrs. Reed, il est le cousin de Jane. Jeune maître de la maison, il la bat et la maltraite sans arrêt, parfois même en présence de sa mère. Il se révèle cependant pas très doué pour les études. Devenu adulte, il se ruine et meurt, pense-t-on en se suicidant.
- Eliza Reed : sœur aînée de John, elle est un personnage décrit comme pincé, sévère et avide. Au cours du roman, elle se réconcilie avec Jane et se retire dans un couvent près de Lille après la mort de sa mère.
- Georgiana Reed : sœur de John et Eliza. Hautaine et insolente, elle est aussi belle et gâtée et forme un contraste important avec la petite Jane Eyre. Plus tard, sa sœur Eliza fait échouer son mariage avec un Lord fortuné, elle finit néanmoins par épouser un homme riche. Tout comme Eliza, elle se réconcilie avec Jane lors de la maladie de sa mère, avant le décès de cette dernière.
- Bessie Lee : nurse à Gateshead (lieu de résidence des Reed) au langage rude, qui parfois témoigne de la bonté à Jane en lui racontant des histoires et en lui chantant des chansons. Plus tard, elle épouse Robert Leaven. Mrs. Reed gravement malade, Bessie et Jane sont heureuses de se rencontrer à nouveau après des années d'éloignement.
- Robert Leaven : le cocher de Gateshead, qui apporte à Jane la nouvelle de la mort de John Reed, laquelle a causé une attaque à Mrs. Reed. Il est l'époux de Bessie.
- M. Lloyd : un apothicaire compatissant qui conseille d'envoyer Jane à l'école. Plus tard, il écrit à Miss Temple pour confirmer les déclarations de cette dernière concernant son enfance, ce qui la disculpe de l'accusation de mensonge proférée par Mrs. Reed.

#### Le pensionnat de Lowood
- M. Brocklehurst : un clergyman directeur et trésorier de l'école de Lowood qui maltraite les élèves. Il est fréquemment comparé à une « colonne noire ». Religieux traditionaliste, il prône pour ceux dont il a la charge une vie stoïque et ascétique, mais s'en dispense lui-même avec hypocrisie, en même temps que sa famille.
- Miss Maria Temple : la supérieure bienveillante de l'école de Lowood School, qui traite Jane et Helen (ainsi que tous les autres élèves de Lowood) avec respect et compassion. Elle aide Jane à se disculper de la fausse accusation de mensonge de M. Brocklehurst.
- Miss Scatcherd : professeur à Lowood.
- Helen Burns : condisciple et meilleure amie de Jane à l'école de Lowood. Elle refuse de haïr ceux qui la maltraitent, ayant confiance en Dieu et tendant l'autre joue. Elle meurt de la tuberculose dans les bras de Jane. Elizabeth Gaskell, dans sa biographie des sœurs Brontë, écrit qu'Helen Burns est une transcription exacte de Maria Brontë, morte de la typhoïde à onze ans[3].

#### Au manoir de Thornfield
- Edward Fairfax Rochester : le propriétaire du manoir de Thornfield. Héros byronien, il a été piégé en faisant un premier mariage malheureux avant de faire la connaissance de Jane dont il tombe follement amoureux.
- Bertha Antoinetta Mason : l'épouse folle à lier d'Edward Rochester. Sa vie est aussi racontée dans le roman de Jean Rhys La Prisonnière des Sargasses (Wide Sargasso Sea), dans lequel il est dit que son prénom original était Antoinette.
- Adèle Varens : une petite fille française dont Jane devient la gouvernante à Thornfield. Elle est la pupille de M. Rochester depuis l'abandon de sa mère, une ancienne maîtresse de Rochester.
- Mrs. Alice Fairfax : une veuve d'un certain âge, parente éloignée d'Edward Fairfax Rochester, intendante du manoir de Thornfield. Elle témoigne du respect à Jane.
- Leah : une femme de chambre, jeune, jolie et aimable à Thornfield, qui montre parfois une certaine agitation.
- Blanche Ingram : une mondaine que M. Rochester fait semblant de courtiser pour rendre Jane jalouse. Elle est décrite comme étant d'une grande beauté mais fait preuve d'un comportement dur et d'une avarice sordide.
- Richard Mason : un Anglais des Antilles, dont la sœur devient la femme de Rochester. Son apparition au château de Thornfield annonce la révélation finale de Bertha Mason. C'est un personnage sans consistance et peu apprécié de M. Rochester.
- Grace Poole : une servante ayant la garde de Bertha Mason. On fait croire à Jane que c'est elle qui est responsable des évènements mystérieux qui surviennent au château de Thornfield Hall. Elle a un faible pour la boisson, ce dont Bertha profite pour s'échapper en plusieurs occasions.

#### Sur la lande
- St. John Eyre Rivers : un clergyman qui devient l'ami de Jane avant d'apprendre qu'il est son cousin du côté paternel. C'est un calviniste dévot, de nature très réservée et de caractère entier. Il propose à Jane de l'épouser.
- Diana et Mary Rivers : les deux sœurs de St. John Rivers, qui s'avèrent être les cousines de Jane, et avec lesquelles cette dernière devient amie.
- Rosamond Oliver : une belle et riche jeune femme qui parraine l'école de campagne où Jane est institutrice. Elle est attirée par le révérend St. John, et réciproquement.
- Alice Wood : servante de Jane lorsque celle-ci est l'institutrice de l'école pour filles de Morton.
- Hannah : domestique de la famille Rivers à Moor House.
- John Eyre : oncle paternel de Jane à laquelle il lègue son immense fortune. Il est établi à Madère et n'apparaît cependant jamais dans le roman.
- M. Oliver : père de Rosamond Oliver.

## Influences

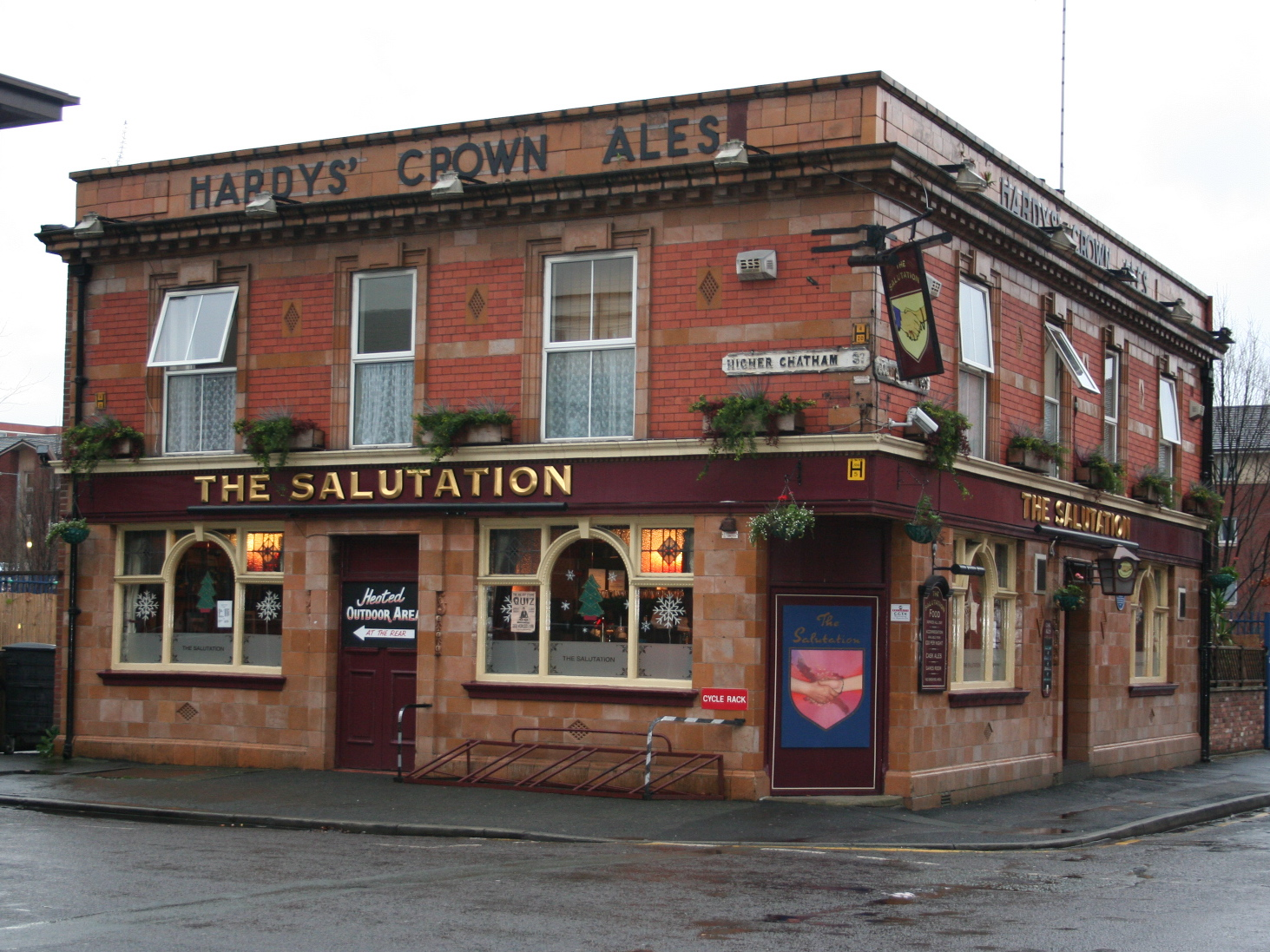
Le pub Salutation à Hulme, près de Manchester où Charlotte Brontë a commencé la rédaction de Jane Eyre, alors que le pub était une auberge, et qu'elle accompagnait son père à Manchester où il devait subir une opération de la cataracte, dans les années 1840,

Les premières scènes, dans lesquelles Jane est envoyée au pensionnat rigoureux et insalubre de Lowood, sont issues de la propre expérience de l'auteure. La mort d'Helen Burns, décédée de tuberculose (désignée sous son ancien nom de consomption) rappelle celle des sœurs de Charlotte Brontë, Elizabeth et Maria, mortes de la même maladie dans l'enfance à la suite des mauvaises conditions qui régnaient à la Clergy Daughters School (école des Filles du Clergé) à Cowan Bridge, près de Tunstall, dans le Lancashire. M. Brockelhurst est inspiré du révérend William Carus Wilson (1791-1859), le pasteur évangélique qui dirigeait l'école, et Helen Burns a probablement pour modèle Maria, la sœur de Charlotte. De plus, le déclin de John Reed dans l'alcoolisme et sa vie dissolue rappellent la fin de Branwell, le frère de Charlotte, qui était devenu opiomane et alcoolique quelques années avant son décès. Enfin, comme Jane, Charlotte a été gouvernante. Ces faits ont été publiés dans La Vie de Charlotte Brontë (1857) par l'amie et collègue romancière de Charlotte Elizabeth Gaskell.
Le manoir « gothique » de Thornfield a été probablement inspiré par celui de North Lees Hall, près de Hathersage dans le Peak District où Charlotte Brontë et son amie Ellen Nussey se sont rendues durant l'été de 1845. Il est décrit par cette dernière dans une lettre datée du 22 juillet 1845. Ce manoir était la résidence de la famille Eyre et sa première propriétaire, Agnes Ashurst, est connue pour avoir été enfermée comme folle dans une chambre fermée à clef du deuxième étage.
On suppose que c'est le manoir de Wycoller Hall dans le Lancashire qui a inspiré le décor de Ferndean Manor, où M. Rochester se retire après l'incendie de Thornfield Hall. De même, on a pu établir un parallèle entre le propriétaire de Ferndean, le père de M. Rochester, et Henry Cunliffe qui hérita de Wycoller dans les années 1770 et y vécut jusqu'à sa mort, en 1818. On peut relever qu'une parente d'Henry Cunliffe se nommait Elizabeth Eyre (née Cunliffe). Haworth n'étant pas très éloigné de Wycoller où Elizabeth Eyre séjournait occasionnellement, il est vraisemblable que cette dernière a pu rencontrer les Brontë. Wycoller Hall a même été utilisé comme illustration de couverture d'une édition de 1898 de Jane Eyre.
« En 1835, Charlotte, alors âgée d'un peu moins de dix neuf ans, alla comme institutrice chez Miss Wooler, à Roe Head, où Emily l'accompagna comme élève. Ce fut alors que se produisit, dans les environs de Leeds, un évènement qui passionna l'opinion. Une jeune fille, institutrice dans une très respectable famille, fut recherchée en mariage, puis épousée, par un monsieur qui occupait une position subalterne dans la maison de commerce à laquelle appartenait le maitre de cette jeune fille. Un an après, alors qu'elle avait mis un enfant au monde, on découvrit que celui qu'elle appelait son mari était déjà marié. Le bruit courut que sa première femme était folle et que ce fait avait justifié à ses yeux son second mariage. Quoi qu'il en soit, la situation de l'épousée qui n'était pas l'épouse, de la mère irresponsable, de l'illégitimité de l'enfant, suscita la plus profonde commisération. »
« Je crois avoir déjà dit que quelques-uns de ses amis survivants pensent que cet évènement dont elle entendit parler pendant son séjour à l'école de Miss Wooler fut le point de départ de l'intrigue de Jane Eyre...»

## Résumé par chapitre
Chapitre 1 : Jane est martyrisée par la famille Reed, elle vit à leurs dépens.
Chapitre 2 : Elle est enfermée dans la chambre rouge là où est mort son oncle et protecteur. Elle a très peur car elle croit voir un fantôme. Mme Reed ne la croit pas et la rejette brutalement. Jane s’évanouit.
Chapitre 3 : L’apothicaire Mr.Lloyd, convainc Mrs Reed de faire envoyer Jane en pension. Celle-ci en est contente. Elle est fille de pasteur.
Chapitre 4 : Elle rencontre l’homme qui la fera entrer à Lowood. Mrs Reed ne dit que du mal d’elle. Jane se rebelle et a sa première victoire sur Mrs Reed. Bessie et elle sont presque amies.
Chapitre 5 : Arrivée et description de la première journée à Lowood. L'école ne semble pas très accueillante, mais Jane a quand même réussi à se lier d'amitié avec Helen Burns, une autre fille plus âgée.
Chapitre 6 : Jane s’intéresse beaucoup à Helen Burns qui, malgré tout ce qu’elle subit, prône le pardon au lieu de la vengeance ce que ne comprend pas Jane.
Chapitre 7 : Le prêtre vient, et, après s’être ridiculisé en prônant des choses que sa famille ne respecte pas, a humilié Jane en dévoilant à tous ce qu’avait dit Mrs Reed.
Chapitre 8 : Jane est consolée par Helen et Miss Temple. Elle est lavée de toutes les accusations. Elle travaille bien et est heureuse à Lowood.
Chapitre 9 : Lowood est touché par une épidémie de typhus. Helen est très malade et finit par mourir. Jane a une autre amie.
Chapitre 10 : Elle devient institutrice à Lowood. Au départ de Miss Temple, elle décide de quitter Lowood pour une autre place. Elle retrouve Bessie qui lui donne des nouvelles des Reed et lui dit que la famille Eyre n’est peut-être pas si méprisable.
Chapitre 11 : Arrivée de Mrs Fairfax. Rencontre avec Adèle et histoire des deux femmes. C’est un palace aux yeux de Jane. Tout y semble magnifique.
Chapitre 12 : Elle s’ennuie de sa vie bien réglée. Elle part poster une lettre et donne son aide à un homme un peu ronchon qui s’avère être Mr Rochester, son maître.
Chapitre 13 : Mr Rochester interroge Jane pour voir ses capacités. Il est étrange.
Chapitre 14 : Mr Rochester veut parler avec Jane qu’il trouve intéressante. Il est très bizarre. Il se confie à Jane et va surement continuer à le faire.
Chapitre 15 : Jane a sauvé la vie de Mr Rochester en l’empêchant de mourir brûlé.
Chapitre 16 : Jane se croit proche de Mr Rochester après l’incendie. Elle est étonnée du calme de Grace Poole qu’elle croit coupable de cet acte. Elle revient à la raison concernant ses liens avec Mr Rochester.
Chapitre 17 : Retour de Mr Rochester avec plein d’hôtes. Il semble ne pas voir Jane et pourtant il s’en soucie. Il y a un mystère autour de Grace Poole qu’on lui cache.
Chapitre 18 : Occupation lors de la pluie ou de l’absence de Mr Rochester. Jane est amoureuse de lui. Arrivée de Mr Mason. La bohémienne est intrigante, qu’a-t-elle dit à Blanche ?
Chapitre 19 : La bohémienne veut voir Jane. Elle essaye de la faire parler. Il s’agit en fait de Mr Rochester. Il semble avoir peur de Mason.
Chapitre 20 : Mason s’est fait agresser par Grace Poole. Pourquoi ne la vire-t-on pas ? Mason est « renvoyé ». Jane veille avec Mr Rochester. Est-il amoureux d’elle ? Il va se marier avec Blanche Ingram.
Chapitre 21 : Arrivée à Gateshead, personne ne lui fait un bel accueil. John Reed s’est suicidé. Sa mère va mourir après avoir dit à Jane qu’elle avait un oncle très riche.
Chapitre 22 : Jane est heureuse de retourner à Thornfield-Hall. Qu’en est-il du mariage de Mr Rochester avec Miss Ingram ?
Chapitre 23 : Mr Rochester demande à Jane de l’épouser. Celle-ci, après avoir été sceptique, finit par accepter. Le bonheur est au rendez-vous.
Chapitre 24 : Mrs Fairfax, à l’annonce du mariage, est inquiète pour Jane. Ils ne sont pas du même monde. Jane tient son futur époux dans sa main. Elle fait tout pour lui déplaire afin de tester son amour.
Chapitre 25 : Jane raconte à Mr Rochester la nuit agitée qu’elle a eu qui est la cause de son état, la veille du mariage. Est – ce Grace Poole qui a déchiré le voile ?
Chapitre 26 : Le mariage est annulé. Mr Rochester est déjà marié avec la sœur de Mason. Elle est folle et sauvage. C’est Grace Poole qui la garde. C’est elle qui a fait tous les dégâts.
Chapitre 27 : Mr Rochester montre tout son amour pour Jane sans réussir à la convaincre de rester. Départ furtif de Jane pour l’inconnu.
Chapitre 28 : Errance de Jane dans les rues du village. Elle est recueillie par Mr Saint John et ses sœurs Diana et Mary Rivers.
Chapitre 29 : L’accueil des Rivers est très charitable. Jane répond à leurs questions de façon très honnête sans tout leur dire. Saint-John promet de l’aider.
Chapitre 30 : Elle est heureuse avec Diana et Mary. Elle sera l’institutrice du village de Morton. Saint-John va quitter le village.
Chapitre 31 : Premier jour comme institutrice. Boulot pas facile. Regrets ? Visite de Saint-John. Rencontre avec Miss Oliver.
Chapitre 32 : Amitié avec Miss Oliver. Jane lui fait son portrait. Elle est persuadée que Saint-John aime Miss Oliver mais il veut absolument être missionnaire.
Chapitre 33 : Saint-John apprend à Jane qu’elle est en fait sa cousine et qu’elle a hérité 20000 livres qu’elle décide de partager en 4.
Chapitre 34 : Saint-John réussit à la convaincre de partir avec lui mais elle refuse de l’épouser.
Chapitre 35 : Saint-John est en colère contre Jane. Diana la supplie de refuser. Jane finit par céder quand elle entend la voix de Mr Rochester.
Chapitre 36 : Jane part à la recherche de Mr Rochester. Il est devenu aveugle à cause de l’incendie qui a détruit Thornfield- Hall. Berthe est morte.
Chapitre 37 : Jane et Mr Rochester se retrouvent. Ils s’aiment toujours. Ils vont se marier.
Chapitre 38 : Tout se finit bien. Les deux jeunes mariés ont un enfant. Mr Rochester a retrouvé la vue.

## Éditions françaises
Jane Eyre, Charlotte Brontë, Editions du Dauphin, Paris, Traduction de R. Redon et J.Dulong, 1946
Jane Eyre, Charlotte Brontë, Editions du panthéon, collection "pastels". Traduction de Geneviève Nanteuil et dix illustrations de Jean Gradassi. 1953
Jane Eyre, Charlotte Brontë, éditions Gérard et Cie, collection "Marabout géant". Traduction de Léon Brodovikoff et Claire Robert. s.d. [1955]. 
Jane Eyre, Charlotte Brontë, GPA Paris. Illustration de Félix Lacroix. 1957
Jane Eyre, Charlotte Brontë, Le livre de poche. Traduction, avertissement critique et notes de Charlotte Maurat.Parution en 1967  (ISBN 978-2-25-300435-6)
Jane Eyre, Charlotte Brontë, École des loisirs, coll.classiques abrégés. Traduction de Mme Lesbazeilles-Souvestre. Abrégé par Marie-Hélène Sabard. 2008  (ISBN 9782211090179)
Jane Eyre, Charlotte Brontë, Pocket, coll. classiques. Édition présentée et commentée par Catherine Lanone et Hubert Teyssandier. 2009  (ISBN 9782266073639)
Jane Eyre, Charlotte Brontë, Gallimard, collection Folio classique (n° 5371). Préface de Dominique Barbéris. Traduction de Dominique Jean. 2012  (ISBN 978-2-07-044605-6)
Jane Eyre, Charlotte Brontë, Pocket, collection classiques à petits prix. Traduit par Sylvère Monod. 2012  (ISBN 9782266226110)
Jane Eyre, Charlotte Brontë, Flammarion, collection GF n°580. Présentation par Diane de Margerie. Traduction par Madeleine Duvivier et Marion Gilbert. 2012  (ISBN 9782081282575)
Jane Eyre, Charlotte Brontë, Larousse, coll. petits classiques. 2013
Jane Eyre, Charlotte Brontë, Le livre de poche jeunesse, texte abrégé. 2014  (ISBN 9782010009303)
Jane Eyre, Charlotte Brontë, Gallimard jeunesse, coll. Folio junior, textes classiques abrégés (n° 1758). Édition de Patricia Arrou-Vignod. Traduction de Dominique Jean. Notes et Carnet de lecture par Philippe Delpeuch. 2016  (ISBN 978-2-07-066919-6)

## Œuvres dérivées
(liste non exhaustive)

### Adaptations cinématographiques
- 1910 : Jane Eyre, réalisé par Theodore Marston
- 1914 : Jane Eyre, réalisé par Martin Faust
- 1915 : Jane Eyre, réalisé par Travers Vale
- 1921 : Jane Eyre, réalisé par Hugo Ballin
- 1934 : Jane Eyre, réalisé par Christy Cabanne, avec Virginia Bruce et Colin Clive. Le film est produit par la firme hollywoodienne Monogram Pictures, compagnie spécialisée dans le western. Il dure à peine plus d’une heure et propose une version très condensée de l’histoire
- 1943 : Vaudou (I Walked with a Zombie), réalisé par Jacques Tourneur, libre adaptation. Ce drame fantastique se déroulant dans les Antilles emprunte un certain nombre d’éléments narratifs au livre de Charlotte Brontë
- 1943 : Jane Eyre, réalisé par Robert Stevenson. Cette version est célèbre en partie à cause de son casting. Outre Orson Welles en Rochester et Joan Fontaine en Jane Eyre, on y retrouve les toutes jeunes Elizabeth Taylor qui y interprète le rôle de Helen Burns et Peggy Ann Garner qui interprète Jane Eyre enfant.
- 1963 : Jane Eyre, réalisé par Rex Tucker (en)
- 1968 : Jane Eyre, film grec réalisé par Andreas Katsimitsoulias
- 1996 : Jane Eyre, réalisé par Franco Zeffirelli. Outre le fait que Charlotte Gainsbourg y joue le rôle de Jane et William Hurt celui de Rochester, on y retrouve la toute jeune Anna Paquin, future héroïne de la série de films X-Men et de la série True Blood, qui interprète là le rôle de Jane enfant.
- 1997 : Jane Eyre (en), réalisé par Robert Young
- 2011 : Jane Eyre réalisé par Cary Fukunaga. Mia Wasikowska joue le rôle de Jane Eyre et Michael Fassbender celui de M. Rochester. À noter Judi Dench dans le rôle de l'intendante de Thornfield et Jamie Bell incarnant St John Rivers. Dans cette adaptation, la chronologie est modifiée puisque la narration débute par la fuite de Jane.

### Télévision
- 1961 : Jane Eyre, réalisé par Marc Daniels
- 1970 : Jane Eyre, mis en scène à la télévision par Delbert Mann. Le rôle-titre est tenu par Susannah York et Rochester est interprété par George C. Scott. La trame musicale est de John Williams. Essentiellement tourné en décors naturels, le film est produit pour la télévision mais connait une distribution en salles
- 1973 : Jane Eyre, mini-série anglaise de la BBC réalisée par Robin Chapman, avec Sorcha Cusack et Michael Jayston
- 1983 : Jane Eyre, mini-série anglaise de la BBC réalisée par Julian Amyes, avec Timothy Dalton et Zelah Clark
- 2006 : Jane Eyre, mini-série anglaise de la BBC réalisée par Susanna White, avec Toby Stephens et Ruth Wilson.

### Littérature
- 1966 : La Prisonnière des Sargasses (Wide Sargasso Sea), roman britannique de Jean Rhys; Paris, Éditions Denoël, collection « Les Lettres nouvelles », 1971
- 2001 : L'Affaire Jane Eyre (The Eyre Affair), roman britannique de Jasper Fforde; Paris : Fleuve noir, 2004  (ISBN 2-265-07653-8)
- 2009 : Quand j'étais Jane Eyre (Becoming Jane Eyre), roman anglais de Sheila Kohler, La Table Ronde ; Paris, 2011  (ISBN 978-2-7103-67543).
- 2018 : Jane, bande dessinée d'Aline Brosh McKenna (scénario), Ramon K. Pérez (dessins) et Irma Kniivila (couleurs) ; Éditions Glénat, 2019

### Internet
- The autobiography of Jane Eyre, web-série reprenant l'histoire au XXIe siècle

### Musique
- Jane Eyre, symphonie no 7 de Michel Bosc
- Au milieu des années 1990, Jane Eyre a été adapté en comédie musicale par Paul Gordon (texte et musique) et John Caird (livret). Présentée pour la première fois en 1995 à Wichita, l'œuvre a été notamment reprise à Toronto et à New-York
- Jane Eyre, musique de ballet de Julia Gomelskaïa (1997)
- Jane Eyre a également fait l'objet d'un opéra en deux actes (musique Michael Berkeley, libretto David Malouf) dont la première a eu lieu en 2000 à Cheltenham, Angleterre.

### Livres audio en français
- Charlotte Brontë, Jane Eyre, Paris, éditions des femmes, coll. « Bibliothèque des voix », 2 juillet 2004 (EAN 332-8-140-02009-0, BNF 39124837)Narratrice : Fanny Ardant ; support : 3 disques compacts audio ; durée : 2 h 47 min environ. Note : la notice BNF ne mentionne pas de traducteur et ne précise pas qu'il s'agit d'une version abrégée du roman.
- Charlotte Brontë (trad. Noémi Lesbazeilles Souvestre), Jane Eyre, Paris, éditions Thélème, 19 janvier 2012 (ISBN 978-2-87862-708-4, BNF 43538912)Narratrice : Mélodie Richard ; support : 2 disques compacts audio MP3 ; durée : 21 h 30 min environ ; référence éditeur : Éditions Thélème 1014.

### Radio
Feuilleton radiophonique en dix épisodes de 25 min sur France Culture, 2015.

## Banques de données, dictionnaires et encyclopédies
- Ressource relative à la littérature :   - Internet Speculative Fiction Database
- Ressource relative à la musique :   - MusicBrainz (œuvres)
- Notices dans des dictionnaires ou encyclopédies généralistes :   - Britannica
  - Nationalencyklopedin
  - Store norske leksikon
  - Universalis
- Notices d'autorité :   - VIAF
  - BnF (données)
  - IdRef
  - LCCN
  - Japon
  - Israël
  - WorldCat